# Platydesmus
Platydesmus är ett släkte av mångfotingar. Platydesmus ingår i familjen Platydesmidae.

## Bildgalleri

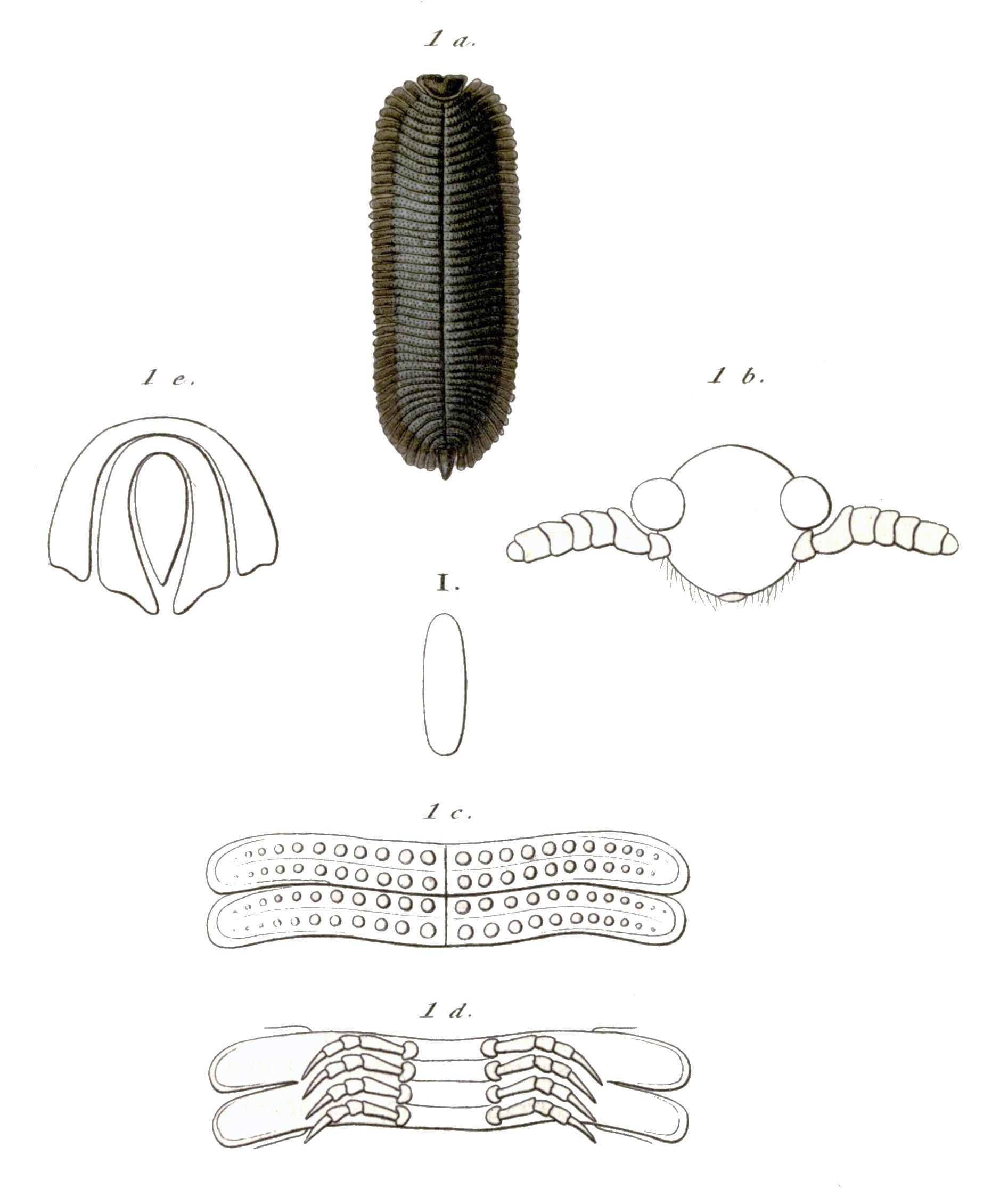

## Dottertaxa tillPlatydesmus, i alfabetisk ordning[1]
- Platydesmus analis
- Platydesmus bitumulus
- Platydesmus calus
- Platydesmus cerrobius
- Platydesmus corozoi
- Platydesmus corzoni
- Platydesmus crucis
- Platydesmus excisus
- Platydesmus guatemalae
- Platydesmus hirudo
- Platydesmus interruptus
- Platydesmus lankesteri
- Platydesmus lineatus
- Platydesmus marmoreus
- Platydesmus mediterraneus
- Platydesmus mediterrraneus
- Platydesmus melleus
- Platydesmus mesomelas
- Platydesmus mexicanus
- Platydesmus moreleti
- Platydesmus nicaraguae
- Platydesmus nicaraguanus
- Platydesmus perditus
- Platydesmus perpictus
- Platydesmus polydesmoides
- Platydesmus reimoseri
- Platydesmus simplex
- Platydesmus subovatus
- Platydesmus taureus
- Platydesmus triangulifer